# Rudolf Buczolich

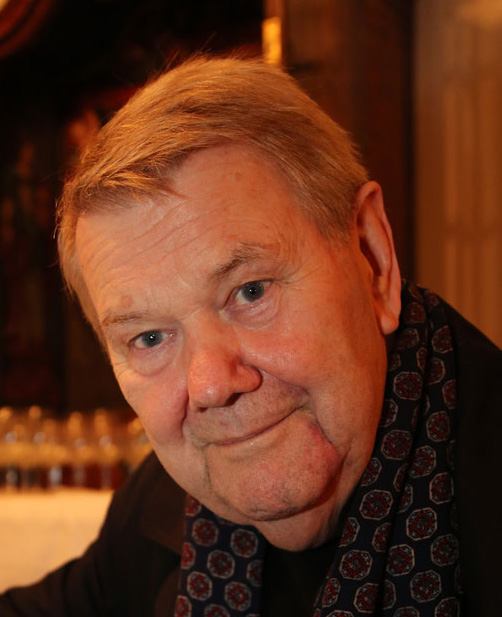
Rudolf Buczolich (2013)

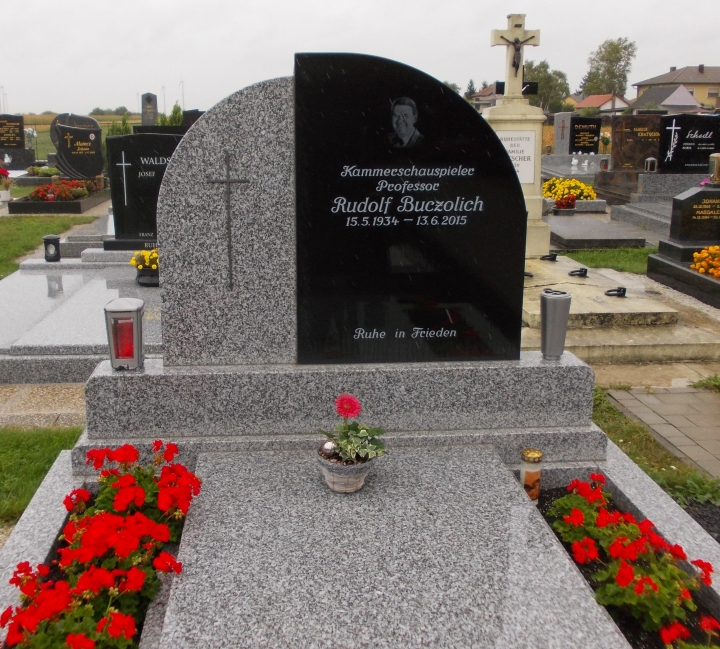
Grabstätte am Friedhof Pama

Rudolf Buczolich (15. Mai 1934 in Pama, Burgenland – 13. Juni 2015 in Wien) war ein österreichischer Schauspieler und Intendant.

## Leben
In Eisenstadt besuchte Buczolich das Gymnasium, danach absolvierte er die Lehrerbildungsanstalt Wiener Neustadt. Anschließend wandte er sich der Schauspielerei zu und absolvierte ab 1954 das Max-Reinhardt-Seminar. Engagements erhielt er in Basel, Hannover und am Schauspielhaus Graz, das ihn später zum Ehrenmitglied machte. Von 1970 bis 1977 war er am Schauspielhaus Zürich tätig. Unter Direktor Achim Benning kam er 1977 ans Wiener Burgtheater. Seither war er dort Ensemblemitglied.
Als Regisseur inszenierte er unter anderem den Talisman sowie Liliom am Schauspielhaus Graz und My Fair Lady am Grazer Opernhaus. Als Vorgänger von Wolfgang Böck leitete er von 1988 bis 2003 die Schlossspiele Kobersdorf. Auch bei den Seefestspielen Mörbisch war er von 1989 bis 1992 Intendant. Im ORF war er regelmäßig in der Sendung Seniorenclub als Ober Rudolf zu sehen.
Als Burgenlandkroate spielte er auch in dem burgenlandkroatischen Musical Pir na selu/Die Hochzeit auf dem Lande die Hauptrolle. Als Mitglied dieser Minderheit setzte er sich auch immer wieder für Minderheitenrechte und für die Bewahrung seiner Muttersprache ein. Außerdem war er Mitglied der kritischen „Plattform Kultur“.
Verheiratet war Buczolich mit der Sängerin und Schauspielerin Elisabeth Ofenböck.
Er wurde auf dem Friedhof Pama in seinem Geburtsort beerdigt.

## Filmografie (Auswahl)
- 1973: Ein Fall für Männdli (Fernsehserie): Die große Chance
- 1981: Kottan ermittelt: Die Beförderung
- 1986: Tatort: Die Spieler
- 1988–1989: Ringstraßenpalais (Fernsehserie, 3 Folgen)
- 1993: Verlassen Sie bitte Ihren Mann
- 1994: Radetzkymarsch (Fernsehserie, 3 Folgen)
- 1997: Qualtingers Wien
- 1998: Hinterholz 8
- 1999: Wer liebt, dem wachsen Flügel

## Auszeichnungen
- 1997 Berufstitel Professor
- 1998 Burgenländischer Kulturpreis für Darstellende Kunst
- Verleihung des Berufstitels Kammerschauspieler